# Tromsø

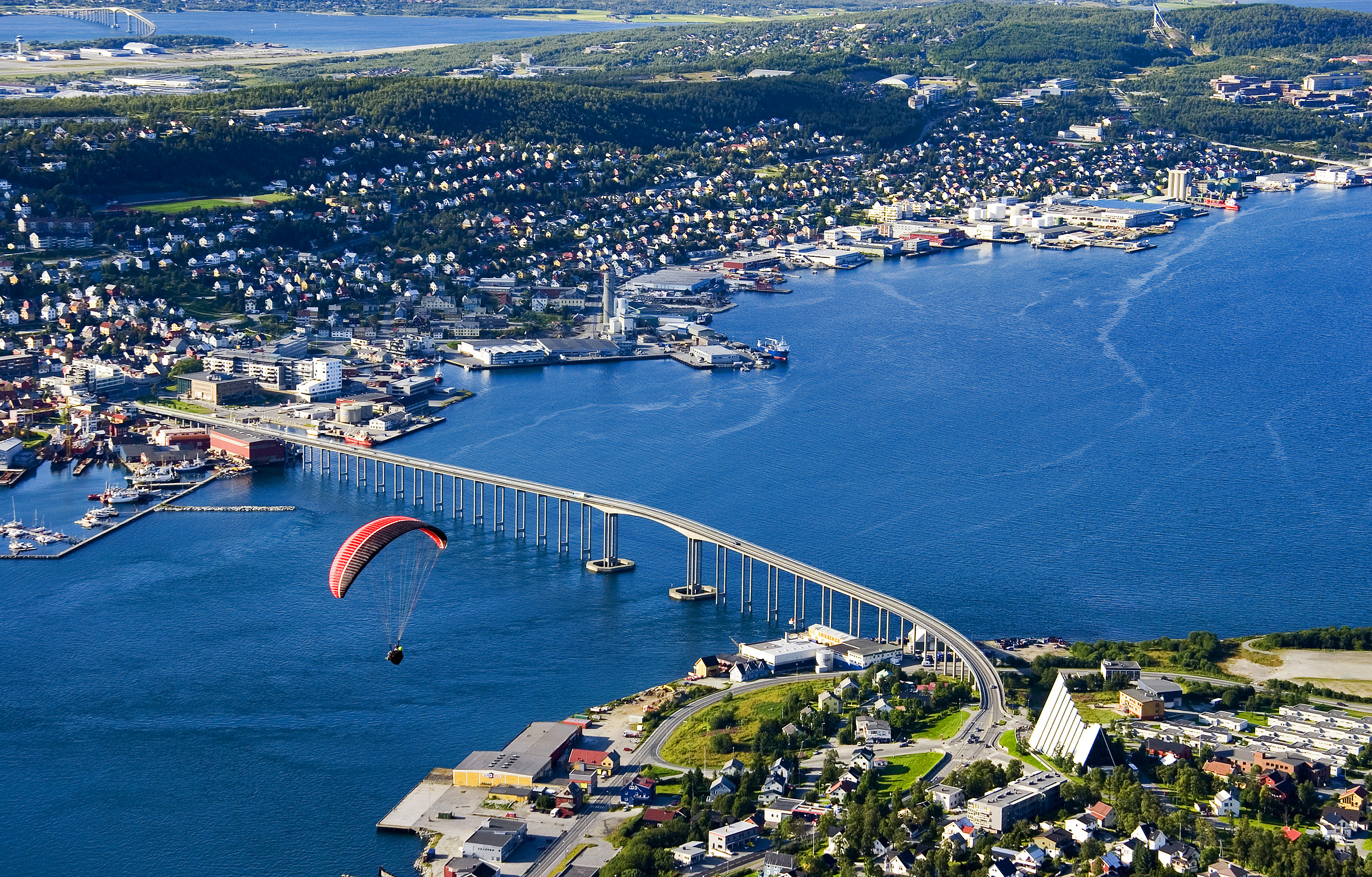
Most prowadzący na wyspę Tromsøya

Tromsø [ˈtrumsø] – główny ośrodek administracyjny okręgu Troms, największe miasto północnej Norwegii, siódme pod względem wielkości miasto kraju.
Miasto leży na wyspie Tromsøya, za kołem podbiegunowym. Jego dokładna lokalizacja to 69°40′33″N, 18°55′10″E. Mimo położenia 350 km za kołem polarnym klimat nie jest wyjątkowo surowy ze względu na silny wpływ Prądu Północnoatlantyckiego. Noc polarna trwa w Tromsø od 27 listopada do 19 stycznia, dzień polarny od 19 maja do 27 lipca.

## Historia
Założone w XIII wieku było początkowo wioską liczącą około 80 mieszkańców. W 1252 roku powstał tu pierwszy kościół, Sancta Maria juxta paganos, który był równocześnie najdalej na północ wysuniętym kościołem na świecie. Prawa miejskie Tromsø uzyskało w 1794 roku. W XIX i XX wieku miasto stało się punktem startowym wielu ekspedycji polarnych, w tym najbardziej znanych Roalda Amundsena, Umberta Nobilego i Fridtjofa Nansena, przez co zyskało sławę jako „Wrota do Arktyki”.
Podczas II wojny światowej miasto nie ucierpiało. Po zajęciu przez Niemców terytorium Norwegii miał tutaj swoją siedzibę norweski rząd. W zatoce Håkøybotn, w pobliżu Tromsø w 1944 roku został zatopiony przez bombowce RAF niemiecki pancernik Tirpitz. Zginęło lub zostało rannych wtedy około 1000 niemieckich marynarzy.

## Obecnie
W centrum miasta występuje duża liczba domów drewnianych, z których większa część pochodzi z XIX wieku. Pierwszy dom został zelektryfikowany w 1898 roku (dom Andreasa Aagaarda). W 1904 roku zabroniono budowy domów drewnianych w centrum.
W Tromsø znajduje się najstarsze norweskie kino, wybudowane w latach 1915–1916.
Port lotniczy Tromsø, położony na zachodnim brzegu wyspy, około 5 km od centrum miasta, obsługiwany jest przez linie lotnicze SAS, Braathens, Norwegian, Wizz Air oraz Widerøe. Bezpośrednie połączenia utrzymywane są do Oslo, Bergen, Bodø, Trondheim, Alta, Hammerfest, Honningsvåg, Kirkenes, Longyearbyen, Gdańska oraz do Londynu.
Miasto szczyci się posiadaniem najdalej na północ położonego uniwersytetu, katedry protestanckiej, ogrodu botanicznego, a nawet najbardziej „polarnej” restauracji Burger King. Ma również najdalej na północ wysunięty browar na świecie (nie licząc małego browaru w miejscowości Honningsvåg) – Browar Mack (Mack Ølbryggeri), założony w 1877 roku. Produkuje on szereg gatunków piwa w tym Mack Pilsner, Isbjørn, Haakon oraz kilka rodzajów piwa ciemnego.
W mieście znajduje się muzeum polarnictwa (Polarmuseet) przedstawiające historię wypraw polarnych. Większość ekspozycji dokumentuje osiągnięcia Roalda Amundsena oraz metody polowań na zwierzęta futerkowe Arktyki (głównie foki). Drugim ważnym obiektem jest Polaria — interaktywne centrum, które oferuje multimedialne prezentacje dotyczące środowiska arktycznego. Zwiedzający mogą zobaczyć m.in. akwaria z fauną północnych mórz oraz filmy o zjawiskach polarnych, takich jak zorza polarna.
W 1965 roku w Tromsø wzniesiono Kościół Tromsdalen nazywany z uwagi na swą monumentalną bryłę Katedrą Arktyczną.
Tromsø Forsvarsmuseum powstało na bazie zbudowanej przez Niemców w 1940 roku baterii dział dużego kalibru, które broniły dostępu do miasta. Odrestaurowane po wojnie, poza sześcioma działami, prezentuje również doskonale zachowany bunkier dowodzenia oraz wystawę poświęconą niemieckiemu pancernikowi Tirpitz. W mieście tym istnieje polski klasztor Karmelitanek Bosych.

## Wydarzenia
Od 1987 na przełomie stycznia i lutego odbywa się corocznie Nordlysfestivalen (Northern Lights Music Festival), podczas którego prezentują się artyści z różnych gatunków muzyki – od dawnej do współczesnej, od opery do jazzu, od kameralnej do symfonicznej.
Raz do roku, w pierwszą lub drugą sobotę lipca, odbywa się w mieście impreza sportowa pod nazwą Tromsø Midnight Sun Marathon (Maraton Dnia Polarnego w Tromsø). Uczestnicy mogą startować w pełnym maratonie, półmaratonie oraz minimaratonie, a dzieci mają swój wyścig na krótszym dystansie. Zaś w styczniu odbywa się Polar Night Half Marathon (Półmaraton Nocy Polarnej).
W sierpniu organizowany jest festiwal piwa – Øl-Festival.
W październiku odbywa się coroczny festiwal muzyki elektronicznej - Insomnia Festival.
Tromsø ubiegało się o organizację zimowych igrzysk olimpijskich w 2018 roku, jednak Narodowy Komitet Olimpijski Norwegii zrezygnował z tych planów z uwagi na zbyt wysokie koszty przedsięwzięcia.

## Warunki klimatyczne
Pomimo że Tromsø leży za kołem podbiegunowym, klimat jest łagodny ze względu na wpływ Prądu Północnoatlantyckiego. Dzięki temu wody oceaniczne nie zamarzają i port w Tromsø może funkcjonować cały rok.

## Sport
- Tromsø IL – klub piłkarski

## Znani ludzie
Znani ludzie pochodzący z Tromsø:
- Geir Jenssen, muzyk
- Peter Wessel Zapffe, filozof, pisarz
- Erik Skjoldbjaerg, reżyser
- Jorgen Dreyer, rzeźbiarz
- Einar Hoidale, prawnik, demokrata, kongresmen Stanów Zjednoczonych
- Lene Marlin, piosenkarka
- Espen Lind, wokalista
- Kirsti Sparboe, piosenkarka
- Johann André Forfang, skoczek narciarski
- Svein Berge, piosenkarz tworzący muzykę elektroniczną w zespole Röyksopp
- Torbjørn Brundtland, wokalista tworzący muzykę elektroniczną w zespole Röyksopp

## Panoramy

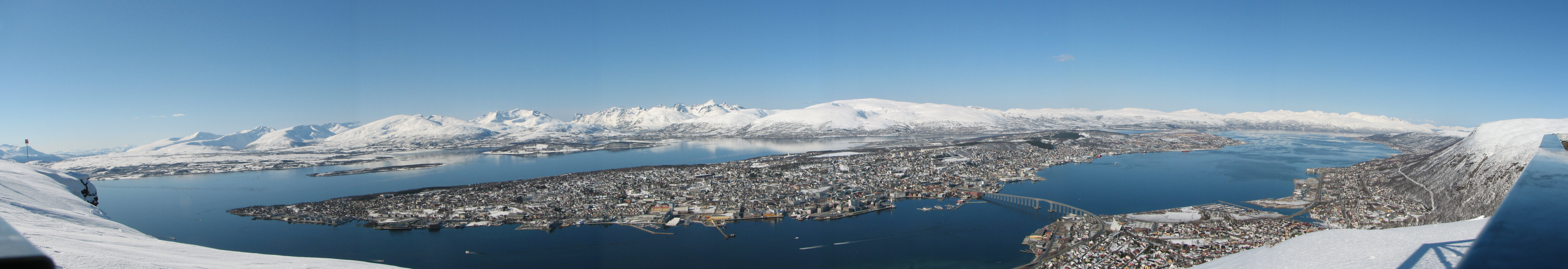
Panorama Tromsø

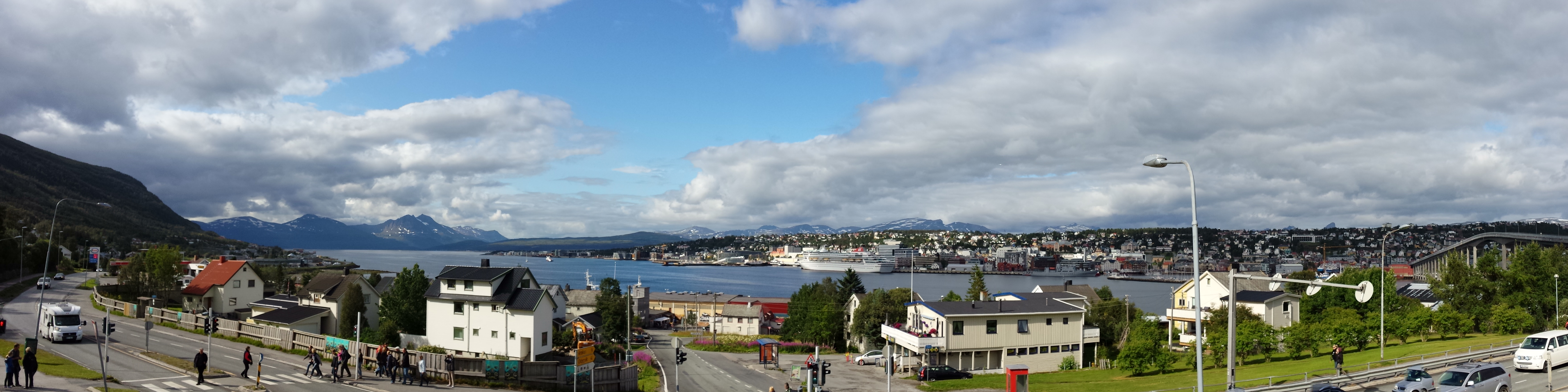
Panorama Tromsø